# Акатлан (Калнали)
Акатлан (шп. Acatlán) насеље је у Мексику у савезној држави Идалго у општини Калнали. Насеље се налази на надморској висини од 880 м.

## Становништво
Према подацима из 2010. године у насељу су живела 2 становника.

### Хронологија
| Година       | 2000         | 2005      | 2010 |
| ------------ | ------------ | --------- | ---- |
| Становништво | 33 (21 / 12) | 6 (3 / 3) | 2    |

### Попис
| # | Индикатор                     | Вредност |
| - | ----------------------------- | -------- |
| 1 | Укупно домаћинстава           | 9        |
| 2 | Укупно насељених домаћинстава | 1        |
| 3 | Величина локације             | 1        |